# 可採埋蔵量
可採埋蔵量（かさいまいぞうりょう）または経済可採埋蔵量（けいざいかさいまいぞうりょう）は、地下に存在する石油や天然ガスなどといった地下資源の埋蔵量のうち、「現在の市場価格で」技術的・経済的に掘り出すことができる埋蔵総量から、既生産分を引いた量のこと。既生産分を含めた量を究極可採埋蔵量または経済総埋蔵量という。価格高騰期には採掘に高いコストがかかる資源もカウントされるようになるため大幅に増大したり、不況などにより価格が大幅に下落するとコストの低い鉱山のみがカウントされるようになり大きく減少するなど、経済的要因で大きく変動してしまう旧式化した指標で、利用する際には注意が必要であり、最近はピーク理論で測られる場合が増えている。また可採埋蔵量を現在の年間生産量で割った可採年数は、前述の経済的理由による可採埋蔵量の変動に加え、経済動向（＝需要）に依存する短期的な生産量の増減も関わってくるため、やはり実際の資源枯渇年数とは乖離する可能性も大きい点を考慮する必要がある。

## 概要
油田、ガス田に存在する地下資源の総量は、原始埋蔵量または究極埋蔵量といい、そのうち経済性を無視すれば技術的には採掘可能な量をベース埋蔵量という。可採埋蔵量がゼロになったからといって地下資源が採掘されつくしたことにはならない。すなわち、技術力の向上や産出物の価格上昇に伴って技術的・経済的に採掘が可能になる資源が増加することで、経済可採埋蔵量は増加する（ただし、価格上昇は消費国にとって多大な経済損害の発生を意味する）。さらには、単純に新たな油田、ガス田などが発見されることで、原始埋蔵量も増加の可能性がある。
可採埋蔵量は、回収の確実性によって高い順に確認埋蔵量（または確定埋蔵量） (proven reserves)、推定埋蔵量 (probable reserves)、予想埋蔵量 (possible reserves) に区分される。英語がpで始まることから、確認埋蔵量と推定埋蔵量の合計を2P、予想埋蔵量まで含めて3Pといった言い方をする。確認埋蔵量Rをその年の生産量Pで割った数字が可採年数（R/P ratio、RPR、reserves/production ratio）である。
主な地下資源の可採年数は、石油が52.5年、石炭が110年、天然ガスが54.1年
、
ウランが120年以上とされている。なお、ウランは海水中に40億トン以上含有されていると推計されているが、回収コストの面で実用化に至っていない。

## ピーク指標
可採年数 R/Pは、「いつまでその資源が持つか?」を知る上で、わかりにくい指標である。
例えば、

標準的なハバートの曲線
縦軸：生産量、横軸：時間

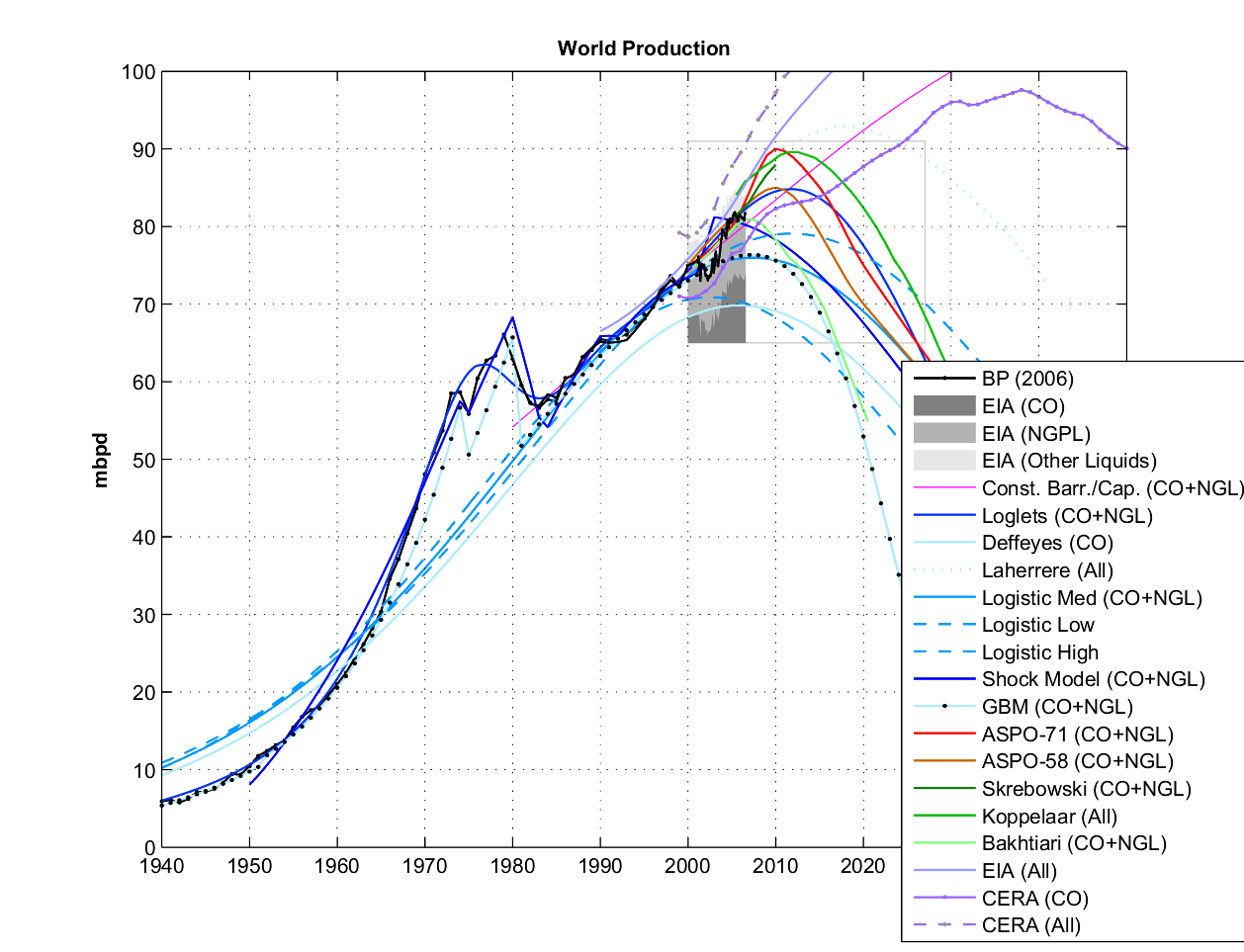
石油のピークと減耗を表したシナリオグラフ。ASPO（石油ピーク研究連盟）による石油減耗に関する多くの論文と他の機関の石油減耗に関する分析結果を元に作成。

- 石油の値段が上がると、採算が取れずに無視されていた分の埋蔵量Rが増え、可採年数は当初の枯渇予定年より延びる
- 石油の消費が増加すると、毎年の生産量Pが増加することで、可採年数は当初の枯渇予定年より短くなる
- 枯渇とともに石炭が値上がりし木炭よりも高価になった場合、石炭の経済価値には木炭の経済価値が大きく関わってくることになる。この場合、もはや石炭の埋蔵量と生産量のみから石炭の可採年数が決まるとは言えなくなる

上記のR/Pの問題点を改善するのが、米国のM.K.ハバートが考案した「ピーク指標」である。
すなわち、過去の巨大油田の枯渇までの生産量推移を見ると、山なりのカーブ（ロジスティック分布曲線）を描き、ベース埋蔵量（経済性を気にしないで、技術的に掘れる分は皆掘った場合の埋蔵量）または、原始/究極埋蔵量の、半分を掘った頃にピークを迎え、以降、生産量は枯渇により減少してゆく。
中国・インド需要によって、需要は右肩上がりになるのに、生産量のほうは石油ピークを過ぎると右肩下がり、つるべ落としになってゆき、需給がミスマッチを起こし、価格が高騰する。その時期がピーク指標ではR/Pほど大きくずれることなく表示可能である。
- 世界の石油ピークは1996-2030年、中国の国内石炭生産のピークは2030年、世界の石油・石炭・天然ガス合算のピークは2029-2040年と見る調査・研究もある[3]
- 多くの金属資源の累積採掘量が、2050年にはベース埋蔵量（金に糸目をつけず掘った場合、技術的に採掘可能な埋蔵量）を超える見込みである[4]